# Wiener Illustrirte Garten-Zeitung
Wiener Illustrirte Garten-Zeitung (abreviado Wiener Ill. Gart.-Zeitung) fue una revista científica con ilustraciones y descripciones botánicas que fue publicada en Viena desde  1879 hasta 1905 con el nombre Wiener Illustrirte Garten-Zeitung. Organ der k.k. Gartenbau-Gesellschaft in Wien. Fue precedida por Wiener Obst- Gart.-Zeitung.